# 金曜G7
『金曜G7』（きんようジーセブン）は、2012年4月20日から2013年3月22日まで岡山放送で放送されていた岡山県・香川県向けのローカル情報番組。全33回。放送時間は毎週金曜 19:00 - 19:54 （日本標準時）。

## 概要
それまでOHKが金曜19時台に放送していた『ニョッキン7』→『ニョッキン7+th』の番組内容は、岡山・香川のグルメ探訪が中心だった。本番組では岡山・香川の身近な情報、スポーツなどをOHKアナウンサーがリポート。また、旬の現場からの生中継もあった（初回放送では香川県琴平町の金丸座から）。本番組はそれまでの放送番組とは違って生放送であり、OHKが同時間帯に自社制作の生番組を組むのは、1990年代半ばに『明日は土曜日』という金曜限定のローカルワイド（前期には15:30 - 19:30、後期には14:05 - 15:00/16:30 - 18:00/19:00 - 19:30の3部制）を放送していた時以来である。
本番組の開始に伴い、『ニョッキン7+th』は2012年3月に終了し、毎月第1土曜日に放送の『ニョッキンのつきイチ』へと移行した。また、月曜深夜に放送されていた『OHKスポーツスピリッツ』および土曜夕方に放送されていた『ニュースチャージ』も2012年3月に終了したが、本番組はこれらの番組のコンセプトを引き継いでいた。
OHKではこの番組があったことから、フジテレビと他の系列地方局では金曜19時から放送される特別番組は19時57分からの短縮・飛び乗り放送になることがあった（2月や5月、11月といった改編期・年末年始時期およびスポーツ中継の特番以外に限られる）。
終了後『夢みる金バク!』が開始。その後『金バク!』に改題しているものの、2023年現在も放送中であり、『ニョッキン7』以降20年以上にわたって自社枠を維持している。

## 出演者
- 高橋圭子（OHKアナウンサー） - メインキャスター
- 萩原渉（OHKアナウンサー） - メインキャスター
- 堀靖英（OHKアナウンサー） - ドリーム☆スポーツ担当キャスター
- 篠田吉央（OHKアナウンサー） - 中継担当リポーター